# 佩夏内农村居民点
佩夏内农村居民点（俄语：Песчановское сельское поселение）是俄罗斯联邦伏尔加格勒州绥拉菲摩维奇区所属的一个农村居民点。其下辖有4个居民点，行政中心为佩夏内。据2016年统计，该农村居民点的人口为762人。